# Julio Saldaña
Julio César Saldaña (Arrecifes, Buenos Aires, 14 de noviembre de 1967) es un exfutbolista argentino. Jugaba de volante, aunque también fue utilizado como defensa.

## Trayectoria
Era un jugador polifuncional, que originalmente se destacó como marcador de punta derecho, pero por su despliegue y vocación ofensiva rápidamente se convirtió en una alternativa para ocupar la banda derecha del mediocampo. Larry (apodo dado por su enrulada cabellera, similar al actor Larry Fine de la serie  Los tres chiflados), surgió de las canteras de Newell's Old Boys en 1989. Su despliegue por la cancha, la predisposición a la marca y la recuperación de la pelota lo mandaron al primer equipo y posteriormente a ser titular indiscutido.
El 3 de septiembre de 1989 le tocó ir una vez más al banco sin debutar, casi un año después, contra Ferro en el parque le tocaría entrar a los 84' por Lorenzo Sáez en el partido que la Newell's ganó 1 a 0 con gol de Videla. En 1991 obtiene el campeonato en La Bombonera. En 1992 es campeón del Clausura de nuevo, tras el subcampeonato de la Copa Libertadores.
Su destacada labor en todos los campeonatos logrados por el equipo rosarino le significaron que se fuera transferido a Boca Juniors, al que llegó a mediados de 1993, debutando oficialmente el 12 de septiembre por la primera fecha del Apertura ante Estudiantes en La Bombonera (0-0). En el club xeneize generalmente se desempeñó como volante, pero nunca se mantuvo como titular indiscutido. Tuvo una grave lesión, rompiéndose los ligamentos en mayo de 1994 al encontrase con Robert Prosinečki en la final contra el Real Madrid por la Copa Iberoamericana. Estuvo en recuperación durante un año, volviendo el 19 de mayo de 1995 contra Ferro Carril Oeste, anotando el único gol del encuentro. En total jugó 61 partidos oficiales y marcó 3 goles, de los cuales el más recordado se lo hizo a River Plate en el Monumental, parte de la goleada 4-2 por el Clausura 1995.
Tras 3 años con los xeneizes, volvió a Newell's Old Boys a mediados de 1996, adaptándose a la posición de volante de contención y además de enganche. Esta segunda etapa concluyó en el 2002, cuando Larry decidió ponerle fin a su carrera como futbolista, en ese año siendo dirigido por un excompañero suyo, Julio Zamora. Su último partido fue el 27 de marzo de 2002, en el Newell's 1 - Chacarita Juniors 2. Con la camiseta rojinegra disputó 274 partidos en Primera División (28 goles) más 21 por Copa Libertadores (2 goles).

## Selección nacional
Tuvo un pequeño paso por la selección argentina. Bajo el mando de Alfio Basile disputó 3 partidos oficiales entre 1992 y 1993. Fue campeón de la Copa Artemio Franchi 1993 ante Dinamarca por penales donde marcó el penal de la victoria, fue convocado en el año 1997 para los partidos con Bolivia 02/04/1997 y con Ecuador el 29/04/1997 siendo el entrenador Daniel Alberto Passarella y luego para el año 2001 día 3 de Junio frente a Colombia siendo su entrenador Marcelo Alberto Bielsa.

## Clubes
| Club              | País      | Año       |
| ----------------- | --------- | --------- |
| Newell's Old Boys | Argentina | 1989-1993 |
| Boca Juniors      | Argentina | 1993-1996 |
| Newell's Old Boys | Argentina | 1996-2002 |

## Palmarés

### Campeonatos nacionales
| Título           | Club              | País      | Año     |
| ---------------- | ----------------- | --------- | ------- |
| Primera División | Newell's Old Boys | Argentina | 1990/91 |
| Primera División | Newell's Old Boys | Argentina | C-1992  |

### Campeonatos internacionales
| Título               | Selección              | País      | Año  |
| -------------------- | ---------------------- | --------- | ---- |
| Copa Artemio Franchi | Selección de Argentina | Argentina | 1993 |

### Distinciones individuales
| Distinción                        | Año  |
| --------------------------------- | ---- |
| Parte del Equipo Ideal de América | 1992 |